# Mohand al-Shehri
Mohand al-Shehri (arabisk: مهند الشهري;) (5. juli 1979 – 11. september 2001) var en af de fem mænd, der nævnes af FBI som flykaprere af United Airlines Flight 175 i terrorangrebet den 11. september 2001.
Han blev født i 1979 og var en af de fem flykaprere, som kom fra provinsen 'Asir i Saudi-Arabien. De øvrige flykaprere fra denne provins var Ahmed al-Nami, Abdulaziz al-Omari og Waleed al-Shehri og Wail al-Shehri.